# Stryj (flod)
Floden Stryj (ukrainsk: Стрий) starter i Karpaterne i det vestlige Ukraine. Den slynger sig gennem bjergene og er 231 km lang. Efter 193 km passerer den byen Stryj. Floden fortsætter i yderligere 32 km før den løber ud i Dnestr nær Khodoriv.

## Flodens løb
Floden starter i et afvandingsområde over og ved foden af den østlige del af bjergkæden Beskiderne der er en del af Karpaterne tæt på landsbyen Mokhnate, og løber ned langs de østvendte udløbere af området. Herfra begynder den at vokse og får tilløb fra mange bifloder på vej mod nord, inden den løber ind i en række snoninger gennem kløfter. Den forlader bakkerne og når et fladt område omkring Turka, hvor der var et forsøg på vandkraftproduktion og oversvømmelseskontrol.
Floden bugter sig gennem bakkerne til Pidhorodci, hvor den møder en anden hovedbiflod Opir ved Nyzhnye Synievydne. Herfra begynder det at rette sig ud, 3,5 km sydøst for byen, i starten af Stryi-dalen, hvor den flyder i en næsten lige linje forbi Duliby og Stryj og videre til Zjydatjiv. Her når floden et fladt område og bugter sig vildt og møder Dnjestr på den østlige side af byen Zjydatjiv, hvilket forårsager mange hesteskosøer.

## Geologi
Klipperne i området, kendt som Stryj-depressionen, er arrangeret i tre hovedlag. Floden følger en naturlig brudlinje og er omkring et gennemsnit på 18 meter i bredden, men er om sommeren kun et gennemsnit på 3 meter om sommeren, men med større dybder i de nedre områder.
De tre lag af klippetyper giver Stryj dens unikke form, i de øvre områder løber den gennem flere områder med hårde tætte klipper og ind imellem disse gennem blødere skifre og alluviale aflejringer. Som følge heraf er flodlejet for det meste mellemstore afrundede klipper og småsten med øer af sand og afrundet grus midtstrøms i de midterste og nederste områder.

## Anvendelse
Floden er en populær destination for kanosejlads, da den har mange strømfald i de øvre områder og smukke områder langs dens nedre løb. Floden er kendt for dens hurtige og massive stigninger i både strømningsvolumen og hastighed under regn, hvilket ofte forårsager, at broer og selve floden bliver ufremkommelige. Dette resulterer i oversvømmede veje og toglinjer, som i disse bjergrige områder har tendens til at være tæt på floden.
Dette har en stor indvirkning på transporten og forårsagede endda standsning af de russiske styrker i den første verdenskrig den 8. juli 1917, da de forsøgte at drive tyskerne fra den østrig-ungarske hær ud af regionen.
Der har været forsøg på at bruge floden til at generere vandkraft, men på nuværende tidspunkt er der ingen aktuelle planer om at genindføre deres brug.
Navnet stammer fra det skytiske ord "Str", der betyder hurtig. Hvor Opir og Stryj mødes, er der en legende om, at den ukrainske "Robin Hood", Oleksa Dovbusj, blev såret, og hans blod plettede flodbredden, hvilket forårsagede de røde sten, der kan ses der i dag.

## Historisk betydning
Stryj blev brugt som en nordlig barriere for den russiske karpaterfront under den første verdenskrig. Ifølge tidsskriftet New York Times Current History and Forum var floden ved kanten af et område, som den russiske hær brugte til at forhindre de østrigske styrker i at rykke frem. "Det blev bemærket i sidste uge, at den russiske linje dannede en enorm halvmåne, hvis længere bue (og dette var Karpaternes front) strakte sig fra Bartfeld nordpå og derefter østpå langs Karpaternes toppe, nord for Uzsok til et punkt på Stryj-floden ."